# Бхакта Кумар Рай
Бхакта Кумар Рай (нар. 1990, район Удайпур, Непал) — непальський гуру, засновник секти «Небесний шлях».
У травні 2011 р. встановив рекорд тривалості перебування на вершині Евересту — 32 години. Із них 27 годин духовний учитель присвятив медитації.